# Глибоцький районний краєзнавчий музей
Глибоцький районний краєзнавчий музей — один з музеїв Чернівецької області, заснований у 1985 році.

## Історія музею
Глибоцький районний краєзнавчий музей засновано у 1985 роців одноповерховому будинку з різьбленим дерев'яним ґанком у центрі селища Ріпки.
Наразі музей розташовано в будинку-пам’ятці архітектури (кінець 19-початок 20 століття). До цього будинок належав священику. Після Другої світової війни тут року знаходилися державні установи, а з 2005р. – Глибоцький краєзнавчий музей. Свідком багатьох подій був цей будинок. Рішенням №29-18/05 сесії районної ради від 28.04 2005р. музей отримав тут  прописку.

## Опис музею
Глибоцький районний краєзнавчий музей знаходиться за адресою: Чернівецька область, Глибоцький район, селище міського типу Глибока, вулиця Героїв Небесної Сотні, будинок 98. В музеї знаходиться кілька залів, у яких представлені експозиції. Так працює експозиція «Історія однієї розкопки», де представлені археологічні знахідки різних культур на території району, «Етнографія рідного краю» - зібрані етнографічні матеріали про життя та побут селян середини 18-початку 20 століття. Кімната «Обереги бабусиної оселі» відтворює інтер’єр помешкання селянської родини  з усіма тодішніми меблями та господарським начинням. Працівники музею зібрали інформацію про селянський промисел ткацтво, вишивку, деревообробку, бондарство, різьбярство. Тут представлені чудові зразки національного вбрання. Демонструються зразки гончарної роботи. Експозиція «Літературно-мистецька Глибочина» присвячена життю і творчості місцевих поетів та співаків. Численні документи, фотокартки, листи, грамоти, нагороди, особисті речі, зброя розміщені в експозиції «Глибочина в роки Великої Вітчизняної війни», дають повну картину про бойові дії на території Глибоцького району у період з 22 червня 1941 р. по квітень 1944 р. 
У музеї влаштовуються виставки, присвяченні визначним людям та подіям до їхніх ювілейних дат, проводяться тематичні уроки. 